# 大卫·鲁迪沙
大卫·勒库塔·鲁迪沙（David Lekuta Rudisha，1988年12月17日—），肯尼亚男子中距離賽跑選手，擅長800公尺賽跑，800公尺世界纪录保持者。2010年8月22日打破由威爾遜·基普凱特保持11年之久的800公尺世界纪录。
他是2012年伦敦奥运会、2016年里约奥运会、2011年和2015年世界田径锦标赛800公尺冠军得主。

## 个人最佳成绩
- 2012年8月9日 英国伦敦 800公尺 1分40秒91 (世界紀錄)
- 2010年2月27日 澳洲雪梨 400公尺 45秒50

### 年度最佳成绩
- 800公尺 2010年 1分41秒09 德國柏林 22/08/2010
- 800公尺 2009年 1分42秒01  義大利列蒂 06/09/2009
- 800公尺 2008年 1分43秒72  挪威奥斯陆 (Bislett) 06/06/2008
- 800公尺 2007年 1分44秒15  比利時布鲁塞爾 14/09/2007
- 800公尺 2006年 1分46秒03  肯亞奈洛比 01/07/2006
- 800公尺 2005年 1分51秒02  肯亞奈洛比 15/06/2005
- 400公尺 2010年 45秒50 澳洲雪梨 27/02/2010
- 400公尺 2005年 48秒20  坦尚尼亞阿鲁沙 11/05/2005

## 外部連結
- 大卫·鲁迪沙在的頁面
- David Rudisha profile （页面存档备份，存于）